# João Cesário de Lacerda
João Cesário de Lacerda (Lisboa, 24 de julho de 1841 — Lisboa, 22 de novembro de 1903) foi um médico naval, jornalista, escritor e político, que, entre outras funções de relevo, foi governador-geral da então Província de Cabo Verde e diretor do Hospital da Marinha.

## Biografia
Nasceu em Lisboa, filho o professor régio João António de Lacerda. Completou o curso da Escola Politécnica de Lisboa e depois de aprovado nos estudos preparatórios matriculou-se na Escola Médico-Cirúrgica de Lisboa, concluindo o curso de Medicina com a tese Apontamentos para a descrição patológica do cancro do fígado, defendida a 24 de julho de 1865, dia em que completava 24 de idade.
No início do curso de Medicina assentou praça como aspirante a facultativo dos quadros Ultramar, obtendo depois transferência para o quadro da Armada, como cirurgião naval. No posto de cirurgião-naval de 2:ª classe, teve o seu primeiro embarque no verão de 1865, a bordo da corveta Sagres, integrado na esquadrilha comandada pelo visconde de Soares Franco que levava o rei Luís I e a rainha D. Maria Pia em viagem oficial ao Reino Unido. Um temporal no Golfo da Biscaia obrigou a esquadrilha a arribar a Vigo, de onde regressou a Lisboa.
A 19 de outubro desse mesmo ano de 1865 partiu com destino a Macau, com escala por Timor, a bordo da barca Martinho de Melo. A viagem levou-o a cruzar o Oceano Índico e a costear as ilhas da atual Indonésia, com escalas em Java e Timor Ocidental, então colónias neerlandesas. A partir de Timor a barca Martinho de Melo dirigiu-se ao porto de Macau, de onde regressou a Lisboa, onde chegou já no ano de 1866. As observações feitas nesta viagem deram origem a artigos publicados na Gazeta Medica de Lisboa sob o título de «Clínica naval».
Regressado de Macau, foi colocado na Estação Naval de Cabo Verde, onde permaneceu por três anos, de 1867 a 1870, prestando serviço tanto na clínica naval como na clínica civil, incluindo a hospitalar. Nesse período ocorreu na cidade da Praia um surto de febre amarela durante o qual a sua dedicação para com os doentes lhe mereceu ser agraciado com o grau de cavaleiro da Ordem da Torre e Espada. Também nesse tempo ocorreu uma epidemia de febres tifoides na ilha Brava, sobre a qual elaborou um relatório que foi mandado publicar na Gazeta Médica de Lisboa, pelo diretor da Repartição de Saúde Naval e do Ultramar João Francisco Barreiros. Durante esta comissão em Cabo Verde, foi diversas vezes à Guiné Bissau em funções oficiais.
Regressou a Lisboa em 1870 tendo o governador da Província de Cabo Verde, Caetano Alexandre de Almeida e Albuquerque, reconhecendo as suas aptidões, proposto ao governo a nomeação de João Cesário de Lacerda para secretário-geral da Província, cargo para o qual foi nomeado por decreto de 9 de novembro de 1870. Partiu de Lisboa na canhoneira Zaire a 5 de dezembro daquele ano, tomando posse do cargo a 19 do referido mês. Exerceu as funções de secretário-geral durante três anos, sendo exonerado a seu pedido, por decreto de 19 de julho de 1873, mas mantendo-se no exercício das funções até chegar o seu sucessor, ao qual transmitiu o expediente da secretaria em 19 de outubro daquele ano. Entretanto, a 8 de agosto de 1871 fora promovido a médico-naval de 1.ª classe.
Terminadas as funções de secretário-geral da Província, por portaria de 18 de novembro de 1873 foi encarregue de dirigir o Serviço de Saúde da Província de Cabo Verde, só embarcando para Lisboa em 20 de janeiro de 1874. O seu desempenho durante esta larga estadia em Cabo Verde, que durou de dezembro de 1870 a janeiro 1874, mereceu vários louvores, sendo um dos mais honrosos o que vem publicado na Ordem da Armada, n.º 3, de 14 de fevereiro de 1874, assinado pelo governador Caetano Alexandre de Almeida e Albuquerque.
Regressado de Cabo Verde, permaneceu em Lisboa durante quase três anos, trabalhando como clínico no Hospital da Marinha e executando variadas comissões no âmbito do serviço de saúde naval.
Por proposto pelo governador Vasco Guedes de Carvalho e Meneses, foi novamente nomeado secretário-geral da Província, para onde partiu em dezembro de 1876. Permaneceu na cidade da Praia até julho de 1877, tendo então partido para Lisboa em gozo de licença, por se sentir doente. A maneira como se houve no desempenho do importante cargo, tal como da primeira vez, mereceu largos louvores.
Chegado a Lisboa, João de Lacerda encontrou vago o lugar de diretor da Repartição de Saúde Naval e do Ultramar, por ter falecido João Francisco Barreiros, sendo então indicado para aquele cargo. Solicitou então a exoneração do cargo de secretário-geral da Província de Cabo Verde e aceitou o lugar. Permaneceu no cargo até 1878, cessando funções quando foi extinta aquela Repartição. João de Lacerda passou então para o cardo de chefe da Secção de Saúde na Direcção-Geral de Marinha. No prosseguimento da sua carreira naval, foi promovido a médico-naval-subchefe em 7 de junho de 1883.
Em 1886, por decreto de 14 de maio, foi nomeado governador-geral da Província de Cabo Verde, partindo de Lisboa em 6 de julho daquele ano. Nesse mesmo ano de 1886 foi eleito deputado às Cortes pelo círculo eleitoral de Cabo Verde. Permaneceu no cargo de governador até 1889, ano em que regressou a Lisboa.
Foi promovido a médico-naval-chefe em 30 de junho de 1893, ficando adido à Direcção-Geral de Marinha até que em 1898 foi novamente nomeado governador da mesma província, em substituição de Alexandre de Serpa Pinto, que recolhera a Lisboa para cuidar da saúde. Partiu para Cabo Verde em 23 de janeiro de 1898, ali permanecendo até 1900.
Dedicou-se desde muito cedo à escrita, e já nos tempos de estudante traduziu diversas peças para o Teatro de D. Maria II, Teatro da Rua dos Condes e Teatro Ginásio. Escreveu uma peça cómica, intitulada Um estudante em dia de sabatina, que se representou no Teatro de Almada a 17 de junho de 1860, impresso nesse ano, saindo mais tarde, em 1864, na Tribuna teatral, formando o n.º 15 da coleção. Foi também autor da comédia dramática em 3 atos, intitulada A coroa do artista, que se representou pela primeira vez no Teatro Ginásio a 6 de agosto de 1863, impressa em 1864 como o n.º 12 da Tribuna teatral. 
Para além das suas funções políticas e de medicina naval, também se dedicou ao jornalismo político, colaborando desde 1881 na redação do Diário Popular, afirmando-se como escritor e polemista. Também colaborou nos periódicos Diário de Notícias, Ilustração Luso-Brasileira, Aurora Literária, Murmúrio, Revolução de Setembro, Conservador, O Occidente e Gazeta de Portugal. Foi correspondente do Jornal do Porto e do Aurora do Lima. Escreveu para o periódico Dois Mundos: Illustração para Portugal e Brazil, que se publicou em Paris de 1877 a 1881, um conto intitulado Os cabelos de Lola.
Foi colaborador da Biblioteca do Povo e das Escolas, coleção editada por David Corazzi, na qual publicou as obras Introdução às ciências físicas naturais, Corografia de Portugal, Economia política, Higiene, As colónias portuguesas, Código civil português compendiado, Anatomia humana, Fisiologia humana, História antiga, História da Idade Média e As ilhas adjacentes.
O seu relatório acerca da epidemia de febres tifoides na ilha Brava, que fora publicado na Gazeta Médica de Lisboa, deu origem a uma publicação do Ministério da Marinha, enviada à Exposição Internacional Colonial e de Exportação (neerlandês: Internationale Koloniale en Uitvoerhandel Tentoonstelling), realizada em Amsterdão de maio a outubro de 1883, intitulada Notícias sobre febres paludosas e sobre uma epidemia de febre tifoide observadas na província de Cabo Verde, de 1867 a 1870, excertos de um relatório do serviço médico a bordo da canhoneira “Rio Minho”, na estação da mesma província. 
João de Lacerda foi agraciado com as medalhas de prata de comportamento exemplar e de bons serviços.

## Obras
Além da vasta colaboração dispersa pelos periódicos em que colaborou, é autor, entre outras, das seguintes monografias:
- Um estudante em dia de sabatina (teatro)
- A coroa do artista (teatro)
- Apontamentos para a descrição patológica do cancro do fígado
- Paços do Concelho da ilha de S. Vicente in O Ocidente, vol. IV, pág. 46
- Quartel militar da cidade da Praia, de Cabo Verde, in O Ocidente, vol. IV, pág. 195
- Notícias sobre febres paludosas e sobre uma epidemia de febre tifoide observadas na província de Cabo Verde, de 1867 a 1870, excertos de um relatório do serviço médico a bordo da canhoneira “Rio Minho”, na estação da mesma província
- Introdução às ciências físicas naturais
- Corografia de Portugal
- Economia política
- Higiene
- As colónias portuguesas
- Código civil português compendiado
- Anatomia humana
- Fisiologia humana
- História antiga
- História da Idade Média
- As ilhas adjacentes. Lisboa, 1886.